# Moderna-Covid19-vakcina
A Moderna Covid19-vakcinája (kódnevén: mRNA-1273, hivatalos nevén Spikevax) egy amerikai harmadik generációs intramuszkuláris Covid19-vakcina, melyet a Moderna biotechnológiai vállalat fejlesztett ki a National Institute of Allergy and Infectious Diseases (NIAID), a Biomedical Advanced Research and Development Authority (BARDA) és a Coalition for Epidemic Preparedness Innovations (CEPI) közreműködésével. A Moderna egy mRNS vakcina, a neves magyar kutató, Karikó Katalin szabadalmán alapul. Az oltás a Covid19 megbetegedést okozó SARS-CoV-2 vírus ellen nyújt védelmet. A 12. életévüket betöltött személyeknél alkalmazható, két 0,5 milliliteres dózisban, melyet általában négy hétnyi különbséggel adnak be. A Moderna vakcináját 45 országban, köztük az Egyesült Államokban, Kanadában, az Európai Unióban, az Egyesült Királyságban, Izraelben és Szingapúrban engedélyezték ezidáig. A The New England Journal of Medicine orvosi folyóiratban megjelent elemzés szerint a vakcina 94,1%-os hatékonyságú.
Magyarországon 2021. január 12. óta van alkalmazásban.

## Hatékonyság
A védettség kialakulása körülbelül az első adag felvétele után két héttel kezdődik; a teljes immunitás pedig ugyanennyi idővel a második adag után jön létre. Az Egyesült Államokban végzett teszt szerint tizenegy személy betegedett meg enyhén vagy tünetmentesen a beoltott 15 181 főből, szemben a placebót kapott csoport 185 esetével (15 175 fő). Az előbbi csoportban nulla súlyos eset fordult elő, szemben a placebócsoport 11 esetével. Ezt a hatékonyságot egy légúti vírus elleni vakcinánál "megdöbbentőnek" és "történelmi határesetnek" nevezték, hasonlóan a Pfizer-BioNTech Covid19-vakcinához. A hatékonysági tesztek hasonlóak voltak a korcsoportok, a nemek, a faji és etnikai csoportok, valamint a súlyos Covid19 kockázatával összefüggő orvosi társbetegségekkel rendelkező résztvevők esetében. Csak 18 éves vagy annál idősebb személyeket vizsgáltak. Jelenleg vizsgálatok folynak a hatékonyság és biztonságosság felmérésére a 0-11 éves (KidCOVE) és 12-17 éves (TeenCOVE) gyermekek esetében.
A CDC által 2020 decembere és 2021 márciusa között közel négyezer egészségügyi dolgozó, elsősegélynyújtó és egyéb nélkülözhetetlen és frontvonalban dolgozó személy bevonásával végzett további vizsgálat arra a következtetésre jutott, hogy a teljes immunizálás (14 nappal a második adag után vagy annál később) hatékonysága 90% volt a SARS-CoV-2 fertőzésekkel szemben, függetlenül a tünetektől, a részleges immunizálás (14 nappal az első adag után vagy annál később, de a második adag előtt) hatékonysága pedig 80% volt.
A vakcina által nyújtott védelem időtartama egyelőre nem ismert, ennek megállapítására kétéves követéses vizsgálat folyik.

## Biztonság
Az Egészségügyi Világszervezet (WHO) kijelentette, hogy "a biztonsági adatok kedvező biztonsági profilt támasztottak alá", és hogy a vakcina esetleges mellékhatásai "nem utalnak semmilyen konkrét biztonsági aggályra". A leggyakoribb mellékhatások az injekció beadásának helyén jelentkező fájdalom, fáradtság, fejfájás, myalgia (izomfájdalom) és arthralgia (ízületi fájdalom) voltak.
A CDC egymillió beadott adagra vetítve 2,5 esetben jelentett anafilaxiát (súlyos allergiás reakciót), és 15 perces megfigyelési időt javasolt az injekció beadása után. Az injekció beadásának helyén kialakuló késleltetett bőrreakciókat, amelyek kiütésszerű erythemát eredményeztek, szintén ritka esetekben figyeltek meg, de nem tekinthetők súlyosnak vagy a második oltás ellenjavallatának. A Moderna vakcina biztonságosságára vonatkozóan kevés adat áll rendelkezésre terhes személyek esetében. Az eredeti vizsgálatból a terhes nőket kizárták, vagy pozitív terhességi teszt esetén kivonták a vakcinázásból. Az állatokon végzett vizsgálatok nem találtak biztonsági aggályokat, és jelenleg is folynak klinikai vizsgálatok a Covid19-vakcina biztonságosságának és hatékonyságának értékelésére terheseknél. A CDC nyomonkövetési programja által végzett megfigyelések nem tártak fel szokatlan nemkívánatos eseményt vagy érdekes kimenetelű eseményt. Az előzetes vizsgálat eredményei alapján az amerikai CDC azt javasolja, hogy a terhesek is oltassák be magukat.

## Tervezés és finanszírozás

### Tervezés
2020 januárjában a Moderna bejelentette, hogy egy mRNS-1273 kódnevű mRNS vakcina kifejlesztésén dolgozik, amely a SARS-CoV-2 elleni immunitás kiváltására szolgál. A Moderna technológiája egy nukleozid-modifikált hírvivő RNS (modRNS) vegyületet használ, amelynek kódneve mRNS-1273. Amint a vegyület az emberi sejtbe kerül, az mRNS összekapcsolódik a sejt endoplazmatikus retikulumával. Az mRNS-1273 kódolva van arra, hogy a sejtet egy adott fehérje előállítására késztesse a sejt normál gyártási folyamatának felhasználásával. A vakcina a tüskefehérje egy 2P nevű módosítással ellátott változatát kódolja, amelyben a fehérje két stabilizáló mutációt tartalmaz, amelyben az eredeti aminosavakat prolinokkal helyettesítik, és amelyet az austini Texasi Egyetem és a NIAID kutatói fejlesztettek ki. Miután a fehérje kilökődik a sejtből, az immunrendszer észleli, amely elkezd hatékony antitesteket termelni.

### Finanszírozás
A Moderna 955 millió dollárt kapott a BARDA-tól, az Egyesült Államok Egészségügyi és Humán Szolgáltatások Minisztériumának egyik hivatalától. A BARDA finanszírozta a vakcina FDA-engedélyezéséhez szükséges költségek 100%-át.
Az Egyesült Államok kormánya összesen 2,5 milliárd USD támogatást nyújtott a Moderna COVID-19 vakcinához (mRNS-1273). Magánadományozók is, mint például a CEPI alapítvány, hozzájárultak a vakcina kifejlesztéséhez.

## Összetétel
A vakcina a következő összetevőket tartalmazza:
- a SARS-CoV-2 spike glikoproteint (S) kódoló nukleozid-módosított hírvivő RNS[41]
- polietilénglikol 2000-dimirisztoil glicerin
- koleszterin
- 1,2-disztearoil-sn-glicero-3-foszfoszkolin
- Trisz-(hidroximetil)-amino-metán
- trometamin-hidroklorid
- ecetsav
- nátrium-acetát
- szacharóz

A vakcina feltételezett szekvenciáját egy hivatásos virológusok számára létrehozott fórumon tették közzé, amelyet a használt injekciós üvegekben lévő vakcinamaradványok közvetlen szekvenálásával nyertek.

## Gyártás
A DNS-plazmidok szintézisét - amelyet az mRNS szintéziséhez sablonként használnak - az észak-dakotai Fargóban működő Aldevron vállalat végzi. A szükséges lipid segédanyagokat a Moderna a CordenPharma cégtől vásárolta, melynek székhelye a new hamphshire-i Portsmouthban és a svájci Vispben található. A Moderna a vakcinát a Massachusetts állambeli Norwoodban található saját gyártóüzemében is előállítja.

## Tárolás

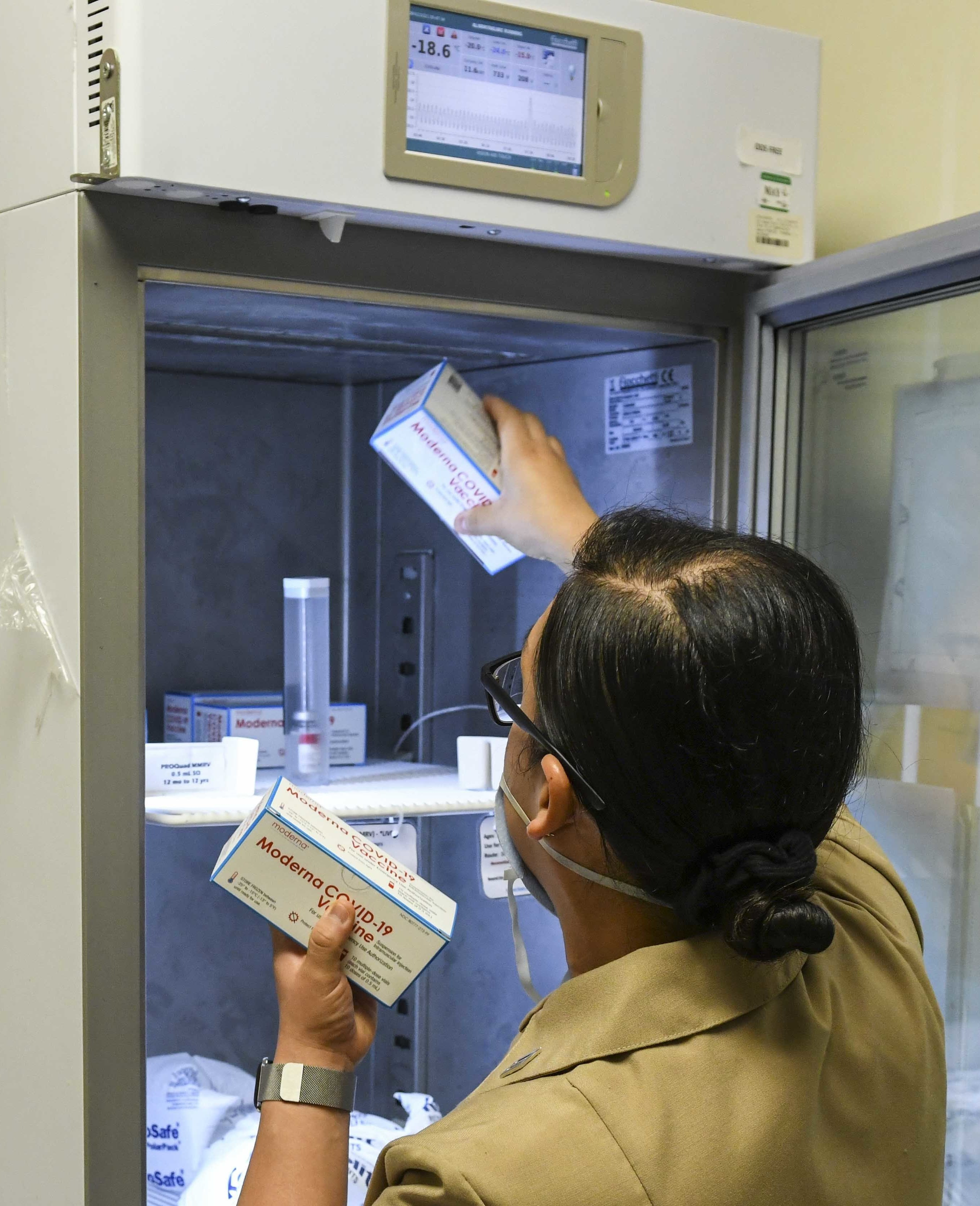
Moderna vakcinák tárolása orvosi hűtőben

A vakcina a Pfizer oltóanyagához hasonlóan tárolandó: a szokásos orvosi hűtőszekrényben 2-8 °C-on legfeljebb harminc napig, vagy -20 °C-on legfeljebb 4 hónapig. Az alacsony jövedelmű országokban általában csak a szokásos hűtőtárolásra van kapacitás, ultrahideg fagyasztásra nincs. 2021 februárjában a Pfizer vakcinára vonatkozó korlátozásokat enyhítették, amikor az amerikai Élelmiszer- és Gyógyszerfelügyelet (FDA) engedélyezte, hogy a vakcina hígítatlan fagyasztott fioláit szállítani és tárolni lehessen -25 és -15 °C között a felhasználás előtt legfeljebb két hétig.

## Engedélyezés
- 2020. december 18-án az mRNA-1273-at az Egyesült Államok Élelmiszer- és Gyógyszerfelügyelete (FDA) engedélyezte.[47][48] Ez a Moderna első olyan terméke, amelyet az FDA engedélyezett.[49]
- 2020. december 23-án a vakcinát Kanada is engedélyezte.[50] Justin Trudeau miniszterelnök korábban azt mondta, hogy az engedélyezést követő 48 órán belül megkezdődnek a szállítások, és december végéig 168 000 adagot szállítanak ki.[51]
- 2021. január 5-én az mRNA-1273 használatát Izraelben is engedélyezte az ottani egészségügyi minisztérium.[52]
- 2021. február 3-án az mRNA-1273 használatát Szingapúrban is engedélyezte az ottani egészségügyi hatóság; az első szállítmány február 17-én érkezett meg.[53]
- 2021. április 30-án az Egészségügyi Világszervezet (WHO) engedélyezte a sürgősségi felhasználásra vonatkozó jegyzékbe vételt.[54]
- 2021. május 5-én a Fülöp-szigeteki Élelmiszer- és Gyógyszerügyi Hatóság engedélyezte az mRNA-1273 sürgősségi felhasználását a Fülöp-szigeteken.[55]
- 2021. május 21-én a vakcinát sürgősségi felhasználásra engedélyezték Japánban.[56]
- Az Európai Gyógyszerügynökség (EMA) 2021. január 6-án javasolta a feltételes forgalomba hozatali engedély megadását, és az ajánlást az Európai Bizottság még aznap elfogadta.[57]
- 2021. január 12-én a Swissmedic ideiglenes engedélyt adott az oltásra Svájcban.[58]
- 2021. április 1-én az oltás megkapta a teljes körű forgalomba hozatali engedélyt az Egyesült Királyságban.[59]

A Moderna mintegy 18,4 milliárd dolláros bevételre számít a vakcinák eladásából.

## Fejlesztés, vádak

### I-II. fázis
2020 áprilisában kezdődött meg az mRNS-1273 I. fázisú humán vizsgálata a NIAID-dal együttműködésben. Áprilisban az amerikai Biomedical Advanced Research and Development Authority (BARDA) 483 millió dollárt különített el a Moderna vakcina fejlesztésére. A májusban kezdődő II. fázisú adagolási és hatékonysági vizsgálat terveit az amerikai Élelmiszer- és Gyógyszerfelügyelet (FDA) jóváhagyta. A Moderna partnerséget kötött a svájci Lonza Group oltóanyaggyártóval, évi 300 millió adag oltóanyag szállítására.
2020. május 25-én a Moderna hatszáz felnőtt résztvevő toborzásával megkezdte a IIa fázisú klinikai vizsgálatot, amely a biztonságosságot és az antitestválaszban mutatkozó különbségeket vizsgálja; a vizsgálat várhatóan 2021-ben fejeződik be. 2020 júniusában a Moderna szerződést kötött a Catalenttel, amelynek keretében a Catalent fogja feltölteni és csomagolni a vakcinákat. A Catalent biztosítja majd a tárolást és a forgalmazást is.
2020. július 14-én a Moderna tudósai közzétették az mRNA-1273 I. fázisú dózis-emelkedéses klinikai vizsgálatának előzetes eredményeit, amelyek az S1/S2 elleni semlegesítő antitestek dózisfüggő indukcióját mutatták már 15 nappal az injekció beadása után. Enyhe vagy közepes mértékű mellékhatások, mint például láz, fáradtság, fejfájás, izomfájdalom és fájdalom az injekció beadásának helyén, minden dóziscsoportban megfigyelhetőek voltak, de az adag növelésével gyakoribbak voltak. Az alacsony dózisú vakcinát biztonságosnak és hatékonynak ítélték, így a III. fázisú klinikai vizsgálatot két, egymástól 29 nap különbséggel beadott 100 μg-os dózissal folytatták.
2020 júliusában a Moderna előzetes jelentésben jelentette be, hogy Operation Warp Speed nevű jelöltje az I. fázisú klinikai vizsgálat során egészséges felnőttekben semlegesítő antitestek termelődését eredményezte.

### III. fázis
A Moderna és a National Institute of Allergy and Infectious Diseases július 27-én kezdte meg az Egyesült Államokban a III. fázisú vizsgálatot, amelynek keretében harmincezer önkéntest terveztek bevonni és két csoportba osztani - az egyik csoport két 100 μg-os adag mRNA-1273 vakcinát, a másik csoport pedig 0,9%-os nátrium-kloridot tartalmazó placebót kapott. Augusztus 7-ig több mint 4500 önkéntes jelentkezett a programba.
2020. december 30-án a Moderna közzétette a III. fázisú klinikai vizsgálat eredményeit, amelyek 94%-os hatékonyságot jeleztek a Covid19 fertőzés megelőzésében. A mellékhatások között szerepeltek influenzaszerű tünetek, mint például fájdalom az injekció beadásának helyén, fáradtság, izomfájdalom és fejfájás. A klinikai vizsgálat jelenleg is tart, és várhatóan 2022 végén zárul le.
A Nature 2020 novemberében arról számolt be, hogy "bár lehetséges, hogy az LNP-formulációk vagy az mRNS másodlagos szerkezete közötti különbségek magyarázhatják a hőstabilitási különbségeket [a Moderna és a BioNtech között], sok szakértő gyanítja, hogy mindkét vakcinatermék végül hasonló tárolási követelményekkel és eltarthatósági idővel fog rendelkezni különböző hőmérsékleti körülmények között".

### Védettség
Továbbra sem ismert, hogy a Moderna Covid19-vakcina élethosszig tartó védettséget biztosít-e, vagy időszakos emlékeztető oltásokra van szükség. A terhes és szoptató nők szintén kimaradtak a sürgősségi felhasználási engedély megszerzéséhez szükséges kezdeti vizsgálatokból, bár 2021-ben várhatóan ezeken a populációkon is végeznek majd vizsgálatokat. 2021. januárjában a Moderna bejelentette, hogy az I. fázisú vizsgálat során beoltott személyek számára egy harmadik adag vakcinát kínál fel. Az emlékeztető oltást hat-tizenkét hónappal a második adag beadása után bocsátanák a résztvevők rendelkezésére.

### Vád és védelem
A 2020 végén történt engedélyezést követően több oltásellenes csoport a Moderna vakcináját vádolta olyan szívproblémákért melyek sportolók halálát okozták. A Centers for Disease Control and Prevention (CDC) amerikai egészségügyi hatóság 2024. áprilisi közleményében azonban bejelentette, hogy nem találtak bizonyítékot arra, hogy az mRNS alapú Covid19-vakcina halálos szívmegállást vagy bármilyen halálos szívproblémát okozna.